# Auerbach/Vogtl.
Auerbach/Vogtl. település Németországban, azon belül Szászország tartományban. Lakosainak száma 17 562 fő (2023. december 31.).

## Népesség
A település népességének változása:
| Lakosok száma | 18 893 | 18 562 | 18 357 | 17 804 | 17 759 | 17 562 |
|               | 2015   | 2017   | 2019   | 2021   | 2022   | 2023   |